# Cefalomancia
Cefalomancia o cefalonomancia era la adivinación que se practicaba haciendo diferentes ceremonias sobre la cabeza cocida de un asno y que estaba muy en uso entre los germanos. 
Los lombardos sustituyeron una cabeza de cabra. Delrio sospecha que este género de adivinación, muy común también entre los judíos infieles, dio motivo a la acusación que se les hizo de adorar un asno. Los antiguos hacían esta ceremonia poniendo sobre ascuas la cabeza de un asno. Luego, oraban y pronunciaban los nombres de aquellos que tenían por criminales y cuando las quijadas se juntaban con un ligero crujido de dientes, el nombre que pronunciaban en aquel instante indicaba el reo. 